# Jonathan Maldonado
Jonathan Maldonado (21 de abril de 1990 en Ciudad Autónoma de Buenos Aires) es un jugador de baloncesto argentino que actualmente se desempeña en Ateneo Popular de Versailles de la Liga Metropolitana de FEBAMBA en Argentina. Con 1,88 metros de altura, juega en la posición de base o escolta.

## Trayectoria deportiva

### Comienzos
Tras dar sus primeros pasos en el baloncesto en Ateneo Popular de Versailles, a los 13 años hizo una prueba en el Unicaja Málaga, club en donde realizó las divisiones inferiores pero sin poder debutar en la máxima categoría del baloncesto español.

### Experiencia en España
En el año 2008 firma un contrato con el UB Sabadell para disputar la temporada 2008/09 de la Liga EBA. Tuvo presencia en un total de 27 partidos, en los cuales promedió 9,5 puntos y 1,9 asistencias en 29 minutos por encuentro.
En el año 2009 firma un contrato con el CB Monzón para disputar la temporada 2009/10 de la Liga EBA. Disputa un total de 22 partidos y promedia 12 puntos y 2,7 asistencias en 29 minutos por partido.

### Carrera en Argentina
A mediados de 2010 retornó a su país, firmando con el Oberá Tenis Club para disputar el Torneo Nacional de Ascenso 2010-11, campeonato en el que no pudo conseguir el ascenso a la Liga Nacional de Básquet. Debutó en la institución misionera jugando contra Asociación Italiana de Charata con una victoria, marcando 17 puntos (3/4 de la cancha y 11/12 en libres).
En el año 2011 firma con el Club Ciclista Juninense para disputar el Torneo Nacional de Ascenso 2011-12, campeonato en el que, al igual que el anterior, no logró empujar a su equipo al ascenso a la Liga Nacional de Básquet. En dicha temporada disputa 37 partidos alcanzando medias de 5,6 puntos y 0,9 asistencias por partido en 16 minutos.
En el año 2012 firma con el Atlético Echagüe Club para disputar el Torneo Nacional de Ascenso 2012-13. Terminó esa temporada disputando 27 partidos, en los que alcanzó medias de 11 puntos y 1,4 asistencias por partido en 32 minutos.
Maldonado fue convocado por el proyecto de baloncesto del club San Lorenzo de Almagro, formando un equipo para jugar el Torneo Prefederal de 2013 en el que también estaban Kevin Hernández, Gianluca Pellegrino y Diego Romero.
Luego de esa experiencia vuelve a firmar con Club Ciclista Juninense para disputar la Torneo Nacional de Ascenso 2013-14, donde se consagra campeón y logra el ascenso a la Liga Nacional de Básquet. Jugó un total de 34 partidos y logró una media de 12,7 puntos y 1,4 asistencias en 27 minutos por partido. Renovó con Ciclista en 2014 para disputar una nueva temporada con el club, esta vez su primera en LNB. Pese a que el equipo logró evitar el descenso, los problemas económicos hicieron que los directivos de Ciclista vendiesen su plaza en la Liga Nacional de Básquet. Ello significó la salida de Maldonado del club juninense.
En el año 2015 firma con Ferro para disputar la Liga Nacional de Básquet 2015-16. Jugó un total de 55 partidos con 13,2 puntos y 1,8 asistencias en 29,7 minutos por encuentro. Al final de la temporada contribuye para evitar el descenso de Ferro en su retorno a la Liga Nacional de Básquet, quedando a minutos de la clasificación para los playoffs. Renueva con la institución el día martes 24 de mayo para poder disputar la temporada 2016-17 de la LNB.
Tras las dos temporadas con Ferro, firmó un contrato con La Unión de Formosa, equipo con el que jugaría hasta 2020, afianzándose como uno de los líderes en la cancha. De allí pasó a San Lorenzo, confiando en que, al incorporarse al club más dominante del baloncesto profesional argentino, su juego experimentaría un salto de calidad. Sin embargo dejó el equipo antes de que la temporada concluyera, disconforme por el poco rodaje que tuvo durante la temporada 2020-21. En los 20 partidos que actuó con el club porteño, promedió 5.6 puntos, 2.1 rebotes y 2.1 asistencias en 20 partidos. 

## Estadísticas

### Totales
- Actualizado hasta el 24 de mayo de 2016.

| Club                              | Temporada | Liga  | PJ  | MIN  | PTS  | 2PM | 2PL  | 3PM | 3PL | 1PM | 1PL  | RO  | RD  | RT  | ASI | ROB | BLO | FAL |
| --------------------------------- | --------- | ----- | --- | ---- | ---- | --- | ---- | --- | --- | --- | ---- | --- | --- | --- | --- | --- | --- | --- |
| UB Sabadell · España              | 2008-2009 | EBA   | 22  | 657  | 264  | 44  | 75   | 36  | 109 | 68  | 88   | 13  | 38  | 51  | 59  | 42  | 3   | 61  |
| UB Sabadell · España              | Total     | Total | 22  | 657  | 264  | 44  | 75   | 36  | 109 | 68  | 88   | 13  | 38  | 51  | 59  | 42  | 3   | 61  |
| CB Monzón · España                | 2009-2010 | EBA   | 27  | 786  | 256  | 38  | 90   | 42  | 123 | 54  | 71   | 19  | 51  | 70  | 51  | 39  | 9   | 64  |
| CB Monzón · España                | Total     | Total | 27  | 786  | 256  | 38  | 90   | 42  | 123 | 54  | 71   | 19  | 51  | 70  | 51  | 39  | 9   | 64  |
| Oberá Tenis Club Argentina        | 2010-2011 | TNA   | 38  | 725  | 202  | 37  | 71   | 19  | 62  | 71  | 90   | 15  | 46  | 61  | 55  | 33  | 0   | 33  |
| Oberá Tenis Club Argentina        | Total     | Total | 38  | 725  | 202  | 37  | 71   | 19  | 62  | 71  | 90   | 15  | 46  | 61  | 55  | 33  | 0   | 33  |
| Club Ciclista Juninense Argentina | 2011-2012 | TNA   | 37  | 612  | 207  | 54  | 97   | 14  | 49  | 57  | 70   | 15  | 33  | 48  | 33  | 34  | 1   | 49  |
| Club Ciclista Juninense Argentina | Total     | Total | 37  | 612  | 207  | 54  | 97   | 14  | 49  | 57  | 70   | 15  | 33  | 48  | 33  | 34  | 1   | 49  |
| Atlético Echagüe Club Argentina   | 2012-2013 | TNA   | 27  | 888  | 297  | 59  | 114  | 35  | 87  | 74  | 91   | 37  | 56  | 93  | 37  | 44  | 3   | 44  |
| Atlético Echagüe Club Argentina   | Total     | Total | 27  | 888  | 297  | 59  | 114  | 35  | 87  | 74  | 91   | 37  | 56  | 93  | 37  | 44  | 3   | 44  |
| Club Ciclista Juninense Argentina | 2013-2014 | TNA   | 34  | 917  | 433  | 89  | 147  | 46  | 109 | 117 | 136  | 25  | 49  | 74  | 47  | 38  | 0   | 40  |
| Club Ciclista Juninense Argentina | 2014-2015 | LNB   | 53  | 1772 | 796  | 174 | 354  | 63  | 173 | 259 | 301  | 49  | 126 | 175 | 102 | 76  | 4   | 60  |
| Club Ciclista Juninense Argentina | Total     | Total | 87  | 2689 | 1229 | 263 | 501  | 109 | 282 | 376 | 437  | 74  | 175 | 249 | 149 | 114 | 4   | 100 |
| Ferro Argentina                   | 2015-2016 | LNB   | 55  | 1633 | 726  | 150 | 339  | 66  | 174 | 228 | 281  | 34  | 121 | 155 | 97  | 78  | 1   | 78  |
| Ferro Argentina                   | 2016-2017 | LNB   | 54  | 1628 | 644  | 141 | 280  | 83  | 234 | 113 | 139  | 33  | 133 | 166 | 159 | 54  | 3   | 78  |
| Ferro Argentina                   | Total     | Total | 55  | 1633 | 726  | 150 | 339  | 66  | 174 | 228 | 281  | 34  | 121 | 155 | 97  | 78  | 1   | 78  |
| La Unión de Formosa Argentina     | 2017-2018 | LNB   |     |      |      |     |      |     |     |     |      |     |     |     |     |     |     |     |
| La Unión de Formosa Argentina     | 2018-2019 | LNB   | 0   | 0    | 0    | 0   | 0    | 0   | 0   | 0   | 0    | 0   | 0   | 0   | 0   | 0   | 0   | 0   |
| La Unión de Formosa Argentina     | Total     | Total | 55  | 1633 | 726  | 150 | 339  | 66  | 174 | 228 | 281  | 34  | 121 | 155 | 97  | 78  | 1   | 78  |
| Total                             | Total     | Total | 293 | 7990 | 3181 | 645 | 1287 | 321 | 886 | 928 | 1128 | 207 | 520 | 727 | 481 | 384 | 21  | 429 |

### Promedio
- Actualizado hasta el 24 de mayo de 2016.

| Club                              | Temporada | Liga  | PJ   | MPP  | PPP  | 2P% | 3P% | 1P% | RO  | RD  | RT  | ASI | ROB | BLO | FAL |
| --------------------------------- | --------- | ----- | ---- | ---- | ---- | --- | --- | --- | --- | --- | --- | --- | --- | --- | --- |
| UB Sabadell · España              | 2008-2009 | EBA   | 27   | 29   | 9,5  | 42% | 34% | 76% | 0,7 | 1,9 | 2,6 | 1,9 | 1,4 | 0,3 | 2,4 |
| UB Sabadell · España              | Total     | Total | 27   | 29   | 9,5  | 42% | 34% | 76% | 0,7 | 1,9 | 2,6 | 1,9 | 1,4 | 0,3 | 2,4 |
| CB Monzón · España                | 2009-2010 | EBA   | 22   | 29,5 | 12   | 58% | 33% | 77% | 0,6 | 1,7 | 2,3 | 2,7 | 1,9 | 0,1 | 2,8 |
| CB Monzón · España                | Total     | Total | 22   | 29,5 | 12   | 58% | 33% | 77% | 0,6 | 1,7 | 2,3 | 2,7 | 1,9 | 0,1 | 2,8 |
| Oberá Tenis Club Argentina        | 2010-2011 | TNA   | 38   | 19,1 | 5,3  | 52% | 31% | 79% | 0,4 | 1,2 | 1,6 | 1,4 | 0,9 | 0   | 0,9 |
| Oberá Tenis Club Argentina        | Total     | Total | 38   | 19,1 | 5,3  | 52% | 31% | 79% | 0,4 | 1,2 | 1,6 | 1,4 | 0,9 | 0   | 0,9 |
| Club Ciclista Juninense Argentina | 2011-2012 | TNA   | 37   | 16,5 | 5,6  | 56% | 29% | 81% | 0,4 | 0,9 | 1,3 | 0,9 | 0,9 | 0   | 1,3 |
| Club Ciclista Juninense Argentina | Total     | Total | 37   | 16,5 | 5,6  | 56% | 29% | 81% | 0,4 | 0,9 | 1,3 | 0,9 | 0,9 | 0   | 1,3 |
| Atlético Echagüe Club Argentina   | 2012-2013 | TNA   | 27   | 32,9 | 11   | 52% | 40% | 81% | 1,4 | 2,1 | 3,4 | 1,4 | 1,6 | 0,1 | 1,6 |
| Atlético Echagüe Club Argentina   | Total     | Total | 27   | 32,9 | 11   | 52% | 40% | 81% | 1,4 | 2,1 | 3,4 | 1,4 | 1,6 | 0,1 | 1,6 |
| Club Ciclista Juninense Argentina | 2013-2014 | TNA   | 34   | 27   | 12,7 | 61% | 42% | 86% | 0,7 | 1,4 | 2,2 | 1,4 | 1,1 | 0   | 1,2 |
| Club Ciclista Juninense Argentina | 2014-2015 | LNB   | 53   | 33,4 | 15   | 49% | 36% | 86% | 0,9 | 2,4 | 3,3 | 1,9 | 1,4 | 0,1 | 1,1 |
| Club Ciclista Juninense Argentina | Total     | Total | 87   | 30,9 | 14,1 | 52% | 39% | 86% | 0,8 | 2   | 2,9 | 1,7 | 1,3 | 0   | 1,1 |
| Ferro Argentina                   | 2015-2016 | LNB   | 55   | 29,7 | 13,2 | 44% | 38% | 81% | 2,2 | 0,6 | 2,8 | 1,8 | 1,4 | 0   | 1,6 |
| Ferro Argentina                   | 2016-2017 | LNB   | 54   | 30,1 | 11,9 | 50% | 35% | 81% | 2,4 | 0,7 | 3,1 | 2,9 | 0   | 0   | 1,4 |
| Total                             | Total     | 55    | 29,7 | 13,2 | 44%  | 38% | 81% | 2,2 | 0,6 | 2,8 | 1,8 | 1,4 | 0   | 1,6 |     |
| Total                             | Total     | Total | 293  | 27,3 | 10,9 | 50% | 36% | 80% | 0,7 | 1,8 | 2,5 | 1,6 | 1,3 | 0,1 | 1,5 |

## Palmarés

### Campeonatos nacionales
| Título                     | Club                    | País      | Año         |
| -------------------------- | ----------------------- | --------- | ----------- |
| Torneo Prefederal          | San Lorenzo             | Argentina | 2013        |
| Torneo Nacional de Ascenso | Club Ciclista Juninense | Argentina | 2013 - 2014 |